# Lamin A. Darboe
Lamin A. Darboe (* Anfang der 1970er Jahre  in Bakindick; † 20. November 2010 in Barra) war ein gambischer Pädagoge und Sportjournalist. Er verstarb bei einem Seeunfall.

## Leben
Darboe besuchte die Bakindick Lower Basic, nach der High School besuchte er von 1999 bis 2003 das Gambia College, absolvierte den Kurs für das Primary Teachers Certificate (PTC) und wurde danach Lehrer. Nachdem er zunächst in Demba Kunda , später in Dingiri, in der Upper River Region und dann in Mamuda in der North Bank Region unterrichtet hatte, beschloss er nach fünf Jahren als Lehrer, an das Gambia College (bzw. zum Teacher Training College) zurückzukehren und dort von 2007 bis 2010 seinen Kurs für das Higher Teachers Certificate (HTC) zu absolvieren. Zuletzt unterrichtete er an dem Jamisa Upper Basic School in Brikama.
Darboe war neben seiner Tätigkeit als Lehrer auch als Sportredakteur der Zeitung The Point (nach anderer Quelle Foroyaa) tätig. Er war auch Präsident (nach anderer Quelle Schatzmeister) der Sports Journalists’ Association of The Gambia (SJAG).
Am 20. November 2010 war er von Bakindick über Barra und Banjul auf dem Weg nach Bakau, um sich im Independence Stadium das Spiel der gambischen U-17-Junioren-Fußballnationalmannschaft gegen die Mannschaft aus Algerien (nach anderer Quelle gambischen U-20-Fußballnationalmannschaft gegen Tunesien) anzuschauen. Darboe benutzte mit seinem Land Cruiser die Fährverbindung Banjul–Barra und befuhr die Fähre Johé, dabei fuhr er aber zu weit voraus und stürzte mit seinem Fahrzeug in den Gambia-Fluss. Es wurde vergeblich versucht, ihn zu retten, er ertrank im Fluss. Am folgenden Tag wurde seine Leiche am Ufer von Essau geborgen und später auf dem Old Jeshwang cemetery bestattet.

## Auszeichnungen und Ehrungen
- Das Fatou Mbye Memorial Tournament, ein Freundschaftsspiel zwischen dem SJAG und Serrekunda-East Sports Committee, fand 2009 und 2010 statt und war eine posthume Auszeichnung der SJAG für die Journalistin Fatou Mbye, die ihr gesamtes Leben dem Sport gewidmet hat. Nach Darboes Tod gab es 2012 eine Namensänderung des Turniers in SJAG memorial tournament.[8]